# Paul Decei
Paul Emil Decei (n. 3 august 1926, Luna de Arieș, județul Cluj – d. 2 iulie 2003, București) a fost un inginer silvic și scriitor român, personalitate incontestabilă a salmoniculturii românești din ultima jumătate de secol.
Acesta, a inițiat o amplă repopulare cu salmonide a apelor de munte, a lacurilor de baraj și a celor alpine și a dezvoltat baza materială, a păstrăvăriilor.
Ca scriitor, a publicat și s-a făcut remarcat atât prin broșuri și cărți de specialitate în domeniul salmoniculturii, cât și prin schițe de drumeție de-a lungul apelor de munte.

## Carieră
A absolvit după liceul din Năsăud (actualul Colegiu Național „George Coșbuc”), Facultatea de Silvicultură a Politehnicii București în anul 1950.
S-a făcut remarcat încă din anii '50 ai secolului XX prin proiectele sale de amenajări silvice, în acea vreme lucrând ca proiectant principal în cadrul Institutului de Studii și Proiectări Forestiere.  Ulterior a lucrat în cadrul Direcției Economiei Vânatului din Ministerul Silviculturii, unde printr-o muncă – în mare măsură de pionierat, a abordat munca de gospodărire a apelor de munte cu devotament și curaj, drept care autoritățile i-au dat în grijă fondul piscicol al apelor de munte. Astfel, a reușit populare cu salmonide a lacurilor alpine, amenajarea și repopularea cu puiet a râurilor de munte, precum și modernizarea păstravariilor care existau și construirea altora noi. De asemenea, a sprijinit inaugurarea unor zone de protecție ecologică.
Datorită măsurilor sale și a rolului pe care și l-a asumat – acela de formator de școală, producția de păstrăv a crescut semnificativ și s-au format specialiști în creșterea păstrăvului. Literatura sa salmonicolă reprezintă bibliografie în domeniu, pentru facultăți silvice. O serie de informații puse la dispoziție de către P. Decei despre răspândirea speciilor de pești de apă dulce au fost folosite de academicianul Petru Bănărescu în scrierea monografiei "Fauna Republicii Populare Române. Vol. XIII : Pisces - Osteichtyes (Pești ganoizi și osoși). București. Editura Academiei Republicii Populare România, 1964." 

## Opera literară și științifică
- Articole în revistele Ocrotirea naturii, Vânătorul și Pescarul Sportiv, România Pitorească, Revista Pădurilor.
- Coautor la:

- Cartea pescarului; Ed. Agro-Silvică de Stat; București; 1959
- Cartea pescarului sportiv; Ed. Agro-Silvică de Stat; București; 1960
- Cartea paznicului; 1962
- Despre Râsul din Carpații României; 1963
- Economia vânatului și salmonicultură : Manual pentru clasele a XI-a și a XII-a, licee cu profil de silvicultură și școli profesionale, anii II-IV; Editura Didactică și Pedagogică; Bucureștiș 1991

- Salmonicultura: Manual pentru școlile profesionale de pădurari și vînători; Anul I și II; București; Ed. Didactică și pedagogică; 1964
- Gospodărirea apelor de munte -  Elemente de salmonicultura; Ed. Agro-Silvică de Stat; București; 1964
- Îndrumătorul crescătorului de salmonide Ed. Agro-Silvică de Stat; București; 1966.
- Creșterea păstrăvului; Editura Ceres; București; 1978
- Pescuit în ape de munte - Ghid; Ed. Ceres; București; 1975
- Străbătând văile carpatine; Ed. Albatros; Colecția Atlas, București; 1977
- Lacuri de munte – drumeție și pescuit; Ed. Sport-Turism; București; 1981
- Pe plaiuri și văi carpatine; Ed. Albatros; Colecția Atlas, București; 1983
- Drumețind pe văile apelor repezi; Ed. Sport-Turism; București; 1989
- Poiana Florilor (Pe cărări de munte); Ed. Proema, Baia-Mare; 1997
- Creșterea salmonidelor; Ed. Terra Design; Gura Humorului; 2001